# گورنیه زائوسترو
گورنیه زائوسترو (به لاتین: Gornje Zaostro) یک منطقهٔ مسکونی در مونته‌نگرو است که در شهرداری برانه واقع شده‌است. گورنیه زائوسترو ۱۸۷ نفر جمعیت دارد.